# Rudolph van Veen
Rudolph van Veen (Weelde, 28 januari 1967) is een Nederlandse kok, vooral bekend door zijn optreden in het RTL-programma Life & Cooking en zijn programma's op 24Kitchen.

## Biografie
Van Veen werd geboren in België en groeide op in Tilburg, waar hij tot 2014 woonde. Hij woont sinds 2014 met zijn vrouw en hun zoon. Rudolph heeft uit een eerder huwelijk een dochter. Tijdens zijn basisschooltijd werkte hij al bij zijn oom, die een restaurant in Amsterdam had. In 1980 ging Van Veen naar de koksschool in Breda, waar hij in 1985 afstudeerde en de Alliance Prijs ontving als beste geslaagde leerling van zijn jaargang. Hierna vertrok hij naar Zwitserland, waar hij in de keuken van een hotel werkte en één dag per week in een slagerij en één dag per week in een bakkerij om ervaring op te doen. Rond zijn twintigste werd Van Veen leerling-kok bij Cas Spijkers in restaurant De Swaen te Oisterwijk (toen twee Michelinsterren) en vervolgens leerde hij bij Huize Van Wely in Noordwijk het patisserievak.
In 1995 behaalde hij de titel S.V.H. Meesterkok, de hoogste graad van vakbekwaamheid die een kok in Nederland kan behalen. Sinds 2010 mag Van Veen zich ook officieel Meester Patissier noemen en is daarmee de enige Nederlander die deze beide titels draagt.

## Carrière
Naast zijn werk als kok en patissier nam Van Veen in de jaren '90 en '00 regelmatig deel aan internationale culinaire wedstrijden als lid van het Nederlandse team. In deze periode werden in totaal 2 bronzen, 6 zilveren en 9 gouden medailles bij elkaar gekookt en gebakken in verschillende landen. Vervolgens was hij ruim 10 jaar als jurylid betrokken bij de nationale & wereldkampioenschappen patisserie in de Verenigde Staten van Amerika.
Sinds 2000 is Van Veen regelmatig te zien op televisie. Acht seizoenen kookte hij voor Carlo & Irene in Life & Cooking dat later Life 4 You werd. Vervolgens reisde hij, deels met presentatrice Stella Gommans, de wereld over voor het culinaire reisprogramma the Taste of Life, waarvan 36 afleveringen werden gemaakt.
Vanaf 2011 was hij betrokken bij de opstart van de nieuwe foodzender 24Kitchen, waarvoor hij meerdere programma's maakte. Rudolph's Bakery, dat ook in enkele andere landen wordt uitgezonden, bleek al snel favoriet.
Vanaf 2016 is hij medeoprichter van het online leefstijlplatform FoodFirst Network. Ook Irene Moors, met wie hij tussendoor de serie Over smaak valt te twisten voor SBS6 maakt, is betrokken bij dit project. Wanneer Albert Heijn begin 2020 het online platform overneemt blijft Van Veen hiervoor nog actief, maar pakt ook de draad weer op bij 24Kitchen. Onder het motto: ‘de Bakery is weer geopend’ worden sinds april 2020 weer nieuwe afleveringen van ‘Rudolph’s Bakery’ uitgezonden.

## Trivia
- In de aflevering van The Taste of Life over Memphis werd Van Veen benoemd tot Honorary Duckmaster van de wereldberoemde eenden van het Peabody Hotel in Memphis. Deze eenden leggen twee keer per dag het traject af van het dak naar de fontein in de foyer van het hotel (de zogenaamde March of Ducks), een traditie die dateert uit 1933, toen het nog lokeenden waren die de eigenaar van het hotel in de hotelvijver liet zwemmen.
- Van Veen deed in 1993 mee aan de Soundmixshow.[1] Hij zegt hierover in 2001 tegen de Leeuwarder Courant dat "Ik kan helemaal niet zingen, dus ben ik als Sid Vicious van de Sex Pistols gegaan. Mijn enige doel was in het voorgesprekje met Henny Huisman iets over het koksvak te kunnen vertellen en dat is gelukt. Toen Henny laatst in Life & cooking te gast was, herkende hij me eerst niet. Later zei hij: 'ik dacht al, wat is die jongen gepassioneerd'. Dat is toch leuk".
- In juni 2003 leek het erop dat Rudolph niet langer te zien zou zijn in Life & Cooking. Rudolph en de Holland Media Groep, het moederbedrijf van RTL 4, konden geen overeenstemming bereiken over een nieuw contract.[2]
- Van Veen is de tegenstelling van de ouderwetse banketbakker. Eind jaren negentig wil Van Veen de banketbakker voor de 'MTV-generatie' zijn. Hij heeft een eigen dessertcatalogus 'Fatal Collection', met creaties als 'Rolling Stones', 'Sweet & Kinky' (een cake die eruitziet als een puntige hondenhalsband), 'Skywalker' en 'New York Chocolate Whiskey Cake' ('Een grote, geile taart'). Daarnaast verft hij zijn haren kobaltblauw of knalblond. Ooit schokte hij een klas brave banketbakkers door bij een demonstratie met een briefje van honderd een 'lijntje' bavaroispoeder te snuiven. 'Ik wilde eigenlijk artiest worden, maar kon niet zingen of schilderen, en dus ben ik maar banketbakker geworden'.[3]
- Eind jaren '90 is Rudolphs ambitie al een eigen tv-programma waarin hij het dessert voorgoed kan bevrijden van zijn ondergewaardeerde status. 'Over een stuk vlees kunnen koks uren staan te delibereren. Wat voor groente erbij moet, welke saus. Maar als het dessert aan de beurt is, komen ze weer met hun takje munt, altijd dat afschuwelijke takje munt'.[3]
- In mei 2022 was Van Veen in een kleine rol als zichzelf te zien in de bioscoopfilm Foodies.
- Anno 2024 denkt Van Veen nog niet aan stoppen, want "Mijn grote idool Heino, de Duitse schlagerzanger, maakt ook nog steeds platen. Hij is inmiddels 85. Zo lang ik nog plezier beleef aan mijn werk en mensen kan inspireren met mijn recepten, blijf ik doorgaan.” [4]

## Programma's
- Life & Cooking (RTL 4) (2000-2005)
- Zomeruitzendingen van Life & Cooking op locatie, waaronder Tutti Bene Lekker vanuit Toscane (RTL 4) (2004)
- Rob & Rudolph's Kerstdiner (RTL 4) (2003-2004) (met tuinman Rob Verlinden)
- Dancing with the Stars (RTL 4) (2005) - deelnemer
- Food & Fit (RTL 7) (2005)
- The Taste of Life (Net5) (2007)
- The Taste of Life (RTL 4) (2008-2009)
- De Club van Sinterklaas: de jacht op het kasteel (RTL 4) - als zichzelf (2009)
- Laat ze maar lachen (RTL 4) (2009) - gast
- Let's Dance (RTL 4) (2009) - deelnemer
- The Taste of Life Basics (RTL 4) (2010)
- De TV Kantine (RTL 4) - aflevering 7 (gastoptreden als zichzelf)
- Carlo & Irene: Life4You (RTL 4) (2009-2012)
- De Makkelijke Maaltijd (24Kitchen) (2011-2016)
- Rudolph's Bakery (24Kitchen) (2011-2016)
- The Wine Quest Spain (24Kitchen) (2013)
- 24 Christmas (24Kitchen) (2013)
- Rudolph’s Little Bakery (24Kitchen) (2013) - met kinderen
- The Taste of Life Basics (24Kitchen) (2013-2016)
- Rudolph’s Bakfavorieten (24Kitchen) (2015)
- Over smaak valt te twisten (SBS6) (2016)
- Rudolph's Bakery (24Kitchen) (2020 & 2021)
- Rudolph's Bakery - De jonge bakkers (24Kitchen) (2020)
- 24Kitchen Feestdagen met Rudolph (24Kitchen) (2020)
- Rudolph's Bakery - De Bakfiets (2021) (24Kitchen)
- De grootste kookclub van Nederland (2021) (24Kitchen)
- Rudolph's Winterklassiekers (2021) (24Kitchen)
- Rudolph's EHBBO (2022) (24Kitchen)
- Rudolph's Zomertour (2022) (24Kitchen)
- Altijd Feest! (2022) (24Kitchen)
- Rudolph loopt Stage (2024) (24Kitchen)
- De Bondgenoten (2024) (SBS6), jurylid (eenmalig)[5]

## Theater en concert
- 24Kitchen Live on Stage (kookshow in HMH Amsterdam) (2012)
- Rudolph Kuha Live on Stage (kookshow in Ljubljana, Slovenië) (2014)
- Culinair Theater College (De La Mar, Amsterdam) (2015)
- Rudolph's Christmas Theatertour (26 theaters i.s.m. Bianca Janssen en zangeres Barbara Straathof) (2015)
- Rudolph's Bakery Live - de Feestdagen (20 theaters i.s.m. Diederick Ensink) (2022)
- Rudolph's Bakery Live - de Feestdagen (8 theaters i.s.m. Diederick Ensink) (2023)

## Online acties
- Live Sushi Workshop (24Kitchen) (2011)
- Live Christmas Bite Workshop (24Kitchen) (2012)
- Recepten filmpjes Libelle TV (2016)
- Nutella receptvideo & workshop (2021 & 2022)